# Jack Dillon
Jack Dillon, pseudonimo di Ernest Cutler Price, soprannominato "The Hoosier Bearcat" (Frankfort, 2 febbraio 1891 – 7 agosto 1942), è stato un pugile statunitense.
La International Boxing Hall of Fame lo ha riconosciuto tra i più grandi pugili di ogni tempo.

## La carriera
Si batté come pugile professionista a partire dal 1908.
Dillon è considerato campione del mondo dei pesi mediomassimi da quando, vacante il titolo abbandonato da Philadelphia Jack O'Brien, il 14 aprile 1914 sconfisse Battling Levinsky ai punti in 12 round, mantenendo la corona fino al 24 ottobre 1916, giorno in cui fu battuto ai punti sulla medesima distanza dallo stesso Levinsky.
Tra il 1911 e il 1916 i due si incontrarono ben 10 volte. Tutti i match finirono ai punti, 6 li vinse Dillon, 2 andarono a Levinsky e 2 furono dichiarati pari.
Dillon incontrò altri grandi quali Mike Gibbons, con cui perse 2 volte ai punti nel 1916 e nel 1917, e Harry Greb, da cui fu sconfitto ai punti nel 1917 e nel 1918.
Il 20 maggio 1916, quando Dillon era ormai famoso, il Tacoma Daily News svelò l'origine del suo nome di battaglia.
Ernest Culter Price (così si chiamava all'anagrafe) lavorava agli inizi della propria carriera nel maneggio in cui era allevato un famoso cavallo da corsa chiamato "Sidney Dillon", dal nome del maggior costruttore di ferrovie dell'800 negli Stati Uniti.
Pare che Price si fosse presentato nervosissimo al primo incontro e che, quando gli chiesero il nome, abbia detto quello del cavallo. L'arbitro fraintese, e annunciò al pubblico: "Jack Dillon!".
Dillon era noto anche come "The Hoosier Bearcat" (hoosier è il nomignolo con cui vengono chiamate le persone originarie dell'Indiana) e "The Giant Killer", per il modo in cui riusciva a destreggiarsi anche con pesi massimi di fronte a cui risultava spesso ben più piccolo, essendo alto 171 cm.
Al termine della carriera lavorò nel ristorante che aveva nel frattempo aperto e vicino a cui abitava.